# Wes Ball
Wes Ball, född 28 oktober 1980, är en amerikansk filmregissör. Han långfilmsdebuterade år 2014 med att regissera The Maze Runner.